# Provincia del Valle del Rift
La Provincia del Valle del Rift fue una de las ocho provincias en las cuales se dividía administrativamente Kenia hasta 2013. Ocupa la parte keniana del Gran Valle del Rift, es decir, una franja vertical que atraviesa la zona occidental del país. Su capital era Nakuru.
En 2013, esta provincia fue dividida en catorce condados: Turkana, West Pokot, Samburu, Trans-Nzoia, Uasin Gishu, Elgeyo-Marakwet, Nandi, Baringo, Laikipia, Nakuru, Narok, Kajiado, Kericho y Bomet.

## Características
Con una población de 8 755 986 habitantes, era la provincia más poblada de Kenia. Con un territorio de 173 854 km² era asimismo la más grande del país, y para efectos comparativos su superficie era similar a la de Uruguay. Además una de las más dinámicas económicamente. Su capital era Nakuru.

## Subdivisión administrativa
La provincia estaba subdividida en 18 distritos (wilaya'at):
| Distrito    | Capital       |
| ----------- | ------------- |
| Baringo     | Kabarnet      |
| Bomet       | Bomet         |
| Buret       | Litein        |
| Kajiado     | Kajiado       |
| Keiyo       | Iten/Tambach  |
| Kericho     | Kericho       |
| Koibatek    | Eldama Ravine |
| Laikipia    | Nanyuki       |
| Marakwet    | Kapsowar      |
| Nakuru      | Nakuru        |
| Nandi       | Kapsabet      |
| Narok       | Narok         |
| Samburu     | Maralal       |
| Trans Mara  | Kilgoris      |
| Trans Nzoia | Kitale        |
| Turkana     | Lodwar        |
| Uasin Gishu | Eldoret       |
| West Pokot  | Kapenguria    |

En 2007 se crearon nuevos distritos en Kenia, la Provincia del Valle del Rift se dividió en 36 distritos.
| Distrito                         | Capital       |
| -------------------------------- | ------------- |
| Baringo                          | Kabarnet      |
| Bomet                            | Bomet         |
| Buret                            | Litein        |
| East Pokot                       | Chemolingot   |
| Kajiado                          | Kajiado       |
| Keiyo                            | Iten          |
| Kericho                          | Kericho       |
| Kipkelion                        | Kipkelion     |
| Koibatek                         | Eldama Ravine |
| Laikipia East                    | Nanyuki       |
| Laikipia North                   | Dondol        |
| Laikipia West                    | Rumuruti      |
| Loitoktok                        | Loitoktok     |
| Marakwet                         | Kapsowar      |
| Molo                             | Molo          |
| Naivasha                         | Naivasha      |
| Nakuru                           | Nakuru        |
| Nakuru North (Subukia)           | Bahati        |
| Nandi North                      | Kapsabet      |
| Nandi South                      | Nandi Hills   |
| Narok North                      | Narok         |
| Narok South                      | Ololulunga    |
| North Pokot                      | Kacheliba     |
| Samburu                          | Mararal       |
| Samburu East                     | Wamba         |
| Samburu North                    |               |
| Sotik                            | Sotik         |
| Trans Mara                       | Kilgoris      |
| Trans-Nzoia East                 | Maili Saba    |
| Trans-Nzoia West                 | Kitale        |
| Turkana North                    | Lokitaung     |
| Turkana South                    | Lodwar        |
| Uasin Gishu North (Eldoret West) | Eldoret       |
| Uasin Gishu South (Eldoret East) | Naiberi       |
| Wareng                           | Kesses        |
| West Pokot                       | Kapenguria    |